# American Society of Naturalists
Die American Society of Naturalists ist eine internationale Gesellschaft, die sich der Förderung der Biologie verschreibt und speziell der konzeptionellen Einheit der biologischen Wissenschaften.
Sie wurde 1883 durch einige ehemalige Schüler von Louis Agassiz wie Alpheus Spring Packard gegründet, die auch zuvor die 1867 gegründete populärwissenschaftliche Biologie-Zeitschrift The American Naturalist herausbrachten (im Gegensatz zu Agassiz aber Anhänger der Evolutionstheorie von Charles Darwin waren). Gründer der Zeitschrift waren Alpheus Spring Packard, Frederic W. Putnam, Alpheus Hyatt, Edward S. Morse an der Peabody Academy und dem Essex Institute in Salem (Massachusetts). 1878 ging die Herausgeberschaft an Edward Drinker Cope (1895 Präsident der Gesellschaft) und Packard. Die Zeitschrift wird nach wie vor von der Gesellschaft herausgegeben. Die erste Tagung der Gesellschaft fand im April 1883 in Springfield (Massachusetts) statt. Trotz des Namens haben sie eine internationale Mitgliedschaft und halten ihre jährliche Hauptversammlung auch in Übersee, zum Beispiel 2007 in Neuseeland und 2015 in Brasilien.
Sie vergeben den Sewall Wright Award (ab 1991) und den E. O. Wilson Award (ab 1997).